# 1er corps (Pakistan)
Pour les articles homonymes, voir 1er corps d’armée.
Le 1er corps est un corps d'armée de l'armée de terre pakistanaise dont le quartier général est actuellement situé dans le cantonnement de Mangla (en), dans l'Azad Cachemire, au Pakistan. Créé en 1957 en tant que l'un des dix corps d'armée de déploiement et de manœuvre, il s'agit d'une formation terrestre majeure qui participe aux guerres entre l'Inde et le Pakistan de 1965 à 1971.
Actuellement, il est commandé par le lieutenant-général Nauman Zakaria (en).

## Historique
Après avoir brièvement combattu l'armée indienne au Cachemire en 1947-1948, il est nécessaire d'assurer la discipline et le contrôle des unités militaires depuis les quartiers généraux locaux plutôt que depuis le quartier général de l'armée (en) à Rawalpindi.
À l'origine, il est établi dans le cantonnement d'Abbottabad (en) en 1957, avec le lieutenant-général Azam Khan (en) comme premier commandant sur le terrain, dans le but de manœuvrer plus efficacement les formations terrestres contre une force adverse plus importante. Plus tard, son quartier général est transféré au cantonnement de Mangla (en), au Cachemire, afin de renforcer les lignes de défense nationale. Il s'agit du premier corps d'armée dans l'ordre de préséance de l'armée pakistanaise.
En 1965, le 1er corps, sous le commandement du lieutenant-général Bakhtiar Rana (en), est déployé et combat les avancées de l'armée indienne pendant la guerre de 1965, commandant presque toutes les troupes de l'armée pakistanaise au Pendjab et au Cachemire.
En 1971, le 1er corps, désormais sous le commandement du lieutenant-général Irshad Ahmed, est déployé dans le secteur de Shakargarh et est soutenu par deux divisions d'infanterie et une brigade blindée pour soutenir la défense de la frontière orientale du Pakistan, le Pendjab. La 15e division d'infanterie se trouve sur le flanc gauche du front du corps d'armée autour de Sialkot, avec la 8e division d'infanterie sur la droite et la 8e brigade blindée en soutien. Plus en arrière, le corps d'armée est également soutenu par les réserves de l'armée pakistanaise, renforcées par la 6e division blindée (en) et la 17e division d'infanterie. L'armée indienne a prévu une attaque majeure dans ce secteur, qui est géré par le 1er corps, mais lorsque la guerre éclate, la formation de tête de l'armée indienne, la 54e division d'infanterie, ne parvient à avancer que de quelques kilomètres en deux semaines d'opérations.
Pendant ce temps, alors que les attaques de l'armée indienne se poursuivent, les formations de réserve ne réagissent que très peu à ces attaques, la 6e division blindée restant près de Pasrur en attendant les ordres, tandis que la 17e division d'infanterie envoie d'importants détachements vers la 23e division d'infanterie à gauche et le 4e corps d'armée (en) à droite.
Cependant, les combats à Shakargarh, bien qu'ils aboutissent finalement à la défaite de l'armée indienne, entraînent de lourdes pertes en blindés pour la 8e brigade blindée, qui perd également une partie du territoire. En conséquence, son commandant, le lieutenant-général Irshad Ahmed, est traduit en cour martiale, puis renvoyé de l'armée.
Après la guerre de 1971 avec l'Inde, le 1er corps ne connaît plus d'actions militaires et est stationné depuis lors à Mangla. Il est bien entraîné aux techniques de guerre dans la jungle (de). En tant que réserve stratégique militaire du Pakistan, elle n'est pas non plus envoyée en mission à l'étranger sous l'égide des Nations Unies avec les alliés.

## Structure
Depuis 1971, le 1er corps n'a pas participé à des opérations militaires, mais a apporté son soutien par le biais de ses unités pour faire respecter la ligne de contrôle, en détachement auprès du Commandement nord (en). Le 1er corps fait partie intégrante de la formation des réserves de l'armée de terre pakistanaise, et les autres unités militaires qui soutiennent le 1er corps sont organisées en une formation connue sous le nom de Réserves de l'armée nord,.
Son ordre de bataille (ORBAT) est le suivant :
| 1er corps | Mangla (ur) | Lt.Gen Nauman Zakaria | 6e division blindée (en)              |  | Gujranwala |
| 1er corps | Mangla (ur) | Lt.Gen Nauman Zakaria | 17e division d'infanterie             |  | Kharian    |
| 1er corps | Mangla (ur) | Lt.Gen Nauman Zakaria | 37e division d'infanterie             |  | Kharian    |
| 1er corps | Mangla (ur) | Lt.Gen Nauman Zakaria | Brigade d'infanterie indépendante     |  |            |
| 1er corps | Mangla (ur) | Lt.Gen Nauman Zakaria | Brigade blindée indépendante          |  |            |
| 1er corps | Mangla (ur) | Lt.Gen Nauman Zakaria | Brigade d'artillerie indépendante     |  |            |
| 1er corps | Mangla (ur) | Lt.Gen Nauman Zakaria | Brigade antiaérienne indépendante     |  |            |
| 1er corps | Mangla (ur) | Lt.Gen Nauman Zakaria | Brigade de transmissions indépendante |  |            |
| 1er corps | Mangla (ur) | Lt.Gen Nauman Zakaria | Brigade du génie indépendante         |  |            |

## Liste de commandants
| #  | Nom                                  | Début          | Fin            |
| -- | ------------------------------------ | -------------- | -------------- |
| 1  | Lt. Gén. Azam Khan (en)              | Juillet 1957   | 1958           |
| 2  | Lt. Gén. Bakhtiar Rana (en)          | 1958           | 1966           |
| 3  | Lt. Gén. Abdul Hamid Khan (en)       | 1966           | Mars 1969      |
| 4  | Lt. Gén. Tikka Khan                  | Mars 1969      | Août 1969      |
| 5  | Lt. Gén. Attiqur Rahman (ur)         | Août 1969      | Février 1970   |
| 6  | Lt. Gén. Irshad Ahmed Khan           | Février 1970   | 1972           |
| 7  | Lt. Gén. Abdul Ali Malik (en)        | 1972           | 1974           |
| 8  | Lt. Gén. Azmat Baksh Awan            | 1974           | Mars 1976      |
| 9  | Lt. Gén. Ghulam Hassan Khan          | Mars 1976      | Mars 1980      |
| 10 | Lt. Gén. Hafiz Ayan Ahmed            | Mars 1980      | Avril 1981     |
| 11 | Lt. Gén. Shah Rafi Alam              | Avril 1981     | Avril 1982     |
| 12 | Lt. Gén. Shamsur Rahman Kallue (en)  | Avril 1982     | Avril 1986     |
| 13 | Lt. Gén. Mohammad Aslam Shah         | Avril 1986     | Mai 1988       |
| 14 | Lt. Gén. Zulfikar Akhtar Naz         | Mai 1988       | Mai 1992       |
| 15 | Lt. Gén. Khalid Latif Mughal         | Mai 1992       | Octobre 1995   |
| 16 | Lt. Gén. Pervez Musharraf            | Octobre 1995   | Octobre 1998   |
| 17 | Lt. Gén. Saleem Haider               | Octobre 1998   | Septembre 1999 |
| 18 | Lt. Gén. Tauqir Zia                  | Septembre 1999 | Avril 2001     |
| 19 | Lt. Gén. Ghulam Mustafa              | Avril 2001     | Avril 2002     |
| 20 | Lt. Gén. Javed Alam Khan (en)        | Avril 2002     | Avril 2006     |
| 21 | Lt. Gén. Sajjad Akram (en)           | Avril 2006     | Avril 2008     |
| 22 | Lt. Gén. Nadeem Ahmad (en)           | Avril 2008     | Avril 2010     |
| 23 | Lt. Gén. Mohammad Mustafa Khan (en)  | Avril 2010     | Octobre 2010   |
| 24 | Lt. Gén. Tariq Khan (en)             | Octobre 2010   | Octobre 2014   |
| 25 | Lt. Gén. Hilal Hussain (en)          | Octobre 2014   | Septembre 2015 |
| 26 | Lt. Gén. Umar Farooq Durrani (en)    | Septembre 2015 | Avril 2017     |
| 27 | Lt. Gén. Azhar Saleh Abbasi (en)     | Avril 2017     | Octobre 2018   |
| 28 | Lt. Gén. Nadeem Zaki Manj (en)       | Octobre 2018   | Novembre 2019  |
| 29 | Lt. Gén. Shaheen Mazhar Mehmood (en) | Novembre 2019  | Septembre 2022 |
| 30 | Lt. Gén. Ayman Bilal Safdar (en)     | Septembre 2022 | Mai 2024       |
| 31 | Lt. Gén. Nauman Zakaria (en)         | Mai 2024       | En cours       |